# Савенко, Дмитрий Альбертович
Дмитрий Альбертович Савенко (род. 12 марта 2002, Дмитров) — российский пловец, чемпион и призёр чемпионатов России, мастер спорта России международного класса (2022).

## Биография
Дмитрий Савенко родился 12 марта 2002 года в городе Дмитрове Московской области. С шестилетнего возраста занимался плаванием в специализированной детско-юношеской спортивной школе олимпийского резерва под руководством тренера Валентина Олеговича Горина. В 2013 года проходил подготовку в спортивной школе города Обнинска. Обучался в Калужском государственном университете имени К. Э. Циолковского по специальности «тренер».

## Карьера
В 2018 году удостоен звание «Мастер спорта России», в 2024 году — «Мастер спорта международного класса».
В 2021 году на взрослом чемпионате России завоевал первую медаль — серебряную в эстафетном заплыве. В 2024 году стал чемпионом России на дистанции 200 метров на спине.
Неоднократно становился победителем и призёром Кубка России.
В декабре 2024 года принял участие в чемпионате мира на короткой воде в Будапеште. На дистанции 200 метров на спине вышел в финал и занял итоговое седьмое место.

## Документы
- Приказ о присвоении звания «Мастер спорта России»
- Приказ о присвоении звания «Мастер спорта России международного класса»